# Тельшяйська духовна семінарія
Тельшяйська духовна семінарія (лит. Telšių Vyskupo Vincento Borisevičiaus kunigų seminarija) — католицька семінарія у Литві, що виховує священиків для Теляшяйської єпархії.

## Історія
4 квітня 1926 колишя (Жмудьська) католицька єпархія була поділена на три — Каунаська архідієцезія, Паневежиська дієцезія та Тельшяйська дієцезія. Відразу після створення Тельшяйської єпархії зіткнулася з браком священиків, що призвело до створення 4 жовтня 1927 єпархіальної семінарії. Пробільшовицьке керівництво Литви не підтримувало семінарію фінансово, навіть намагалося припинити її діяльність.
Випускники семінарії мали можливість далі навчатися у Римі.
У 1932 семінарія вже мала багату книгозбірню на 10000 томів.
1932 — були рукопокладені і перші 9 випускників. У 30-ті семінарія була реорганізована, а освітня програма за рахунок поглибленого вивчення філософії.
1940 — семінарія зачинена окупаційною владою більшовиків. За 13 років роботи (1927—1940) заклад встиг підготувати 150 священиків.
У 1941, після приходу до Прибалтики німецької адміністрації, семінарія відновилася, але після реокупації більшовиками у 1946 знову зачинена.
За більшовицької окупації у Литві працювала лише одна католицька семінарія, Каунаська семінарія, але у дуже обмежених рамках — число семінаристів обмежене, а число рукопокладених священників не перебільшувало п'яти чоловік на рік.
1989 — семінарія Тельшяя відновлена, перший навчальний рік почався із 22 студентів.
Відновлена семінарія отримала єпископа Вінцентаса Борісявічюса, що був її першим ректором. У перші роки після відновлення була відремонтована будівля семінарії, збудована семінарська каплиця.
1993 — відкрита предсемінарія.
15 березня 2000 семінарія Тельшяя отримала ліцензію від керівництва Литви і отримала статус недержавного ВУЗу.

## Сучасний стан
Тельшяйська семінарія — одна із чотирьох католицьких семінарій Литви. Навчання в семінарії розраховане на шість років, перші два курси називаються «філософськими», інші чотири — «теологічними».
2015 — в семінаріхх 11 студентів.